# FIDE Rapid-Mannschaftsweltmeisterschaft 2023
Die FIDE Rapid-Mannschaftsweltmeisterschaft 2023 (englisch FIDE World Rapid Team Championship 2023) war ein Mannschaftsturnier im Schach, das mit Schnellschach-Zeitkontrolle gespielt wurde. Der Internationale Schachverband (FIDE) veranstaltete den Wettbewerb in Zusammenarbeit mit der WR Logistics GmbH vom 26. bis 28. August 2023 in Düsseldorf.

## Überblick
Die FIDE Rapid-Mannschaftsweltmeisterschaft 2023 wurde in zwölf Runden Schweizer System ausgespielt. Das Reglement stellt Inklusion, Vielfalt und faire Repräsentation sicher, indem jede Mannschaft mindestens eine Frau und einen Spieler, der nie eine FIDE-Standard-, Schnell- oder Blitzwertung von 2000 Elo-Punkten erreicht oder gar kein offizielles Rating hatte.

## Teilnehmer/-innen
Zu den Teilnehmern gehörten ehemalige Weltmeister wie Viswanathan Anand, Wladimir Kramnik, Hou Yifan, Marija Musytschuk und Alexandra Kostenjuk sowie weitere Weltmeister, Vizeweltmeister, Weltcupsieger und ehemalige Weltmeister im Schnell- und Blitzschach.
Rund 300 Spielerinnen und Spieler aus aller Welt, darunter mehr als 15 Sieger von Schacholympiaden bildeten 36 Teams.
| Errungenschaft                              | Spieler                | Mannschaft                 | Rapid-Wertung (1. August 2023) |
| ------------------------------------------- | ---------------------- | -------------------------- | ------------------------------ |
| Ehemalige Weltmeister im klassischen Schach | Viswanathan Anand      | Freedom                    | 2751                           |
| Ehemalige Weltmeister im klassischen Schach | Wladimir Kramnik       | Chess pensioners           | 2739                           |
| Ehemalige Weltmeister im klassischen Schach | Hou Yifan              | WR Chess                   | 2537                           |
| Ehemalige Weltmeister im klassischen Schach | Alexandra Kostenjuk    | WR Chess                   | 2523                           |
| Ehemalige Weltmeister im klassischen Schach | Marija Musytschuk      | Ashdod Elit Chess Club     | 2470                           |
| WM-Herausforderer                           | Jan Nepomnjaschtschi   | WR Chess                   | 2762                           |
| WM-Herausforderer                           | Fabiano Caruana        | Kompetenzakademie Allstars | 2763                           |
| WM-Herausforderer                           | Boris Gelfand          | Rishon LeZion Chess Club   | 2619                           |
| World-Cup-Sieger                            | Lewon Aronjan          | Kompetenzakademie Allstars | 2763                           |
| World-Cup-Sieger                            | Peter Swidler          | Chess pensioners           | 2737                           |
| World-Cup-Sieger                            | Jan-Krzysztof Duda     | WR Chess                   | 2760                           |
| Weltmeisterin im Blitzschach 2022           | Bibissara Assaubajewa  | Uzbekistan                 | 2432                           |
| Ehemalige Weltmeister im Schnellschach      | Nodirbek Abdusattorov  | WR Chess                   | 2724                           |
| Ehemalige Weltmeister im Schnellschach      | Daniil Dubow           | Freedom                    | 2723                           |
| Ehemalige Weltmeister im Blitzschach        | Maxime Vachier-Lagrave | ASV AlphaEchecs LINZ       | 2762                           |
| Ehemalige Weltmeister im Blitzschach        | Alexander Grischtschuk | ASV AlphaEchecs LINZ       | 2724                           |
| Ehemalige Weltmeister im Blitzschach        | Leinier Domínguez      | Chess pensioners           | 2705                           |
| Ehemalige Weltmeister im Blitzschach        | Jekaterina Lagno       | ASV AlphaEchecs LINZ       | 2483                           |

## Favoriten und besondere Teams
Die FIDE nannte die folgenden Teams aufgrund des durchschnittlichen Ratings und ihrer Erfahrung im Mannschaftsschach als die stärksten und klaren Favoriten:
- Freedom (Richárd Rapport, Viswanathan Anand, Daniil Dubow, Santosh Gujrathi Vidit, Jewgeni Najer, Polina Schuwalowa, Alexander Shapiro)[4]
- WR Chess (Jan Nepomnjaschtschi, Jan-Krzysztof Duda, Wesley So, Nodirbek Abdusattorov, Vincent Keymer, R. Praggnanandhaa, Hou Yifan, Alexandra Kostenjuk, Wadim Rosenstein)[4]
- Kompetenzakademie Allstars (Fabiano Caruana, Lewon Aronjan, D. Gukesh, Sebastian Siebrecht, Nino Baziaschwili, Keti Zazalaschwili, Rainer Becker, Manfred Schneider)[4]
- Chess Pensioners (Wladimir Kramnik, Peter Swidler, Leinier Domínguez, Därmen Säduaqassow, Jovanka Houska, Christoph Barati, Dennis Koenig, Miron Ananiev, Yaroslav Ananiev)[4]

## Format und Regeln
Die FIDE Rapid-Mannschaftsweltmeisterschaft 2023 wurde als Mannschaftsturnier im Schweizer System ausgetragen. Die Teams, bestehend aus sechs bis neun Spielern, konkurrierte in 15-Minuten-Partien gegeneinander. Vom ersten Zug an gilt ein Zeitzuschlag (Increment) von 10 Sekunden pro Zug. Für einen Sieg bekam jedes Team 2 Punkte, für ein Unentschieden 1 Punkt und 0 Punkte für eine Niederlage. Am Ende wurde das Team mit der höchsten Punktzahl zum Rapid-Weltmeister gekürt.

## Preisfonds
Die Meisterschaft wurde mit einem Gesamtpreisgeld von 250.000 Euro dotiert. Im Falle eines Gleichstands wäre das Preisgeld zu gleichen Teilen unter den gleichplatzierten Teams aufgeteilt worden.
| Platz                                    | Mannschaftspreis |
| ---------------------------------------- | ---------------- |
| 1.                                       | 100.000 €        |
| 2.                                       | 60.000 €         |
| 3.                                       | 40.000 €         |
| 4.                                       | 25.000 €         |
| 5.                                       | 12.500 €         |
| Ratingpreis (bestes Team unter 2400 Elo) | 12.500 €         |
| Insgesamt                                | 250.000 €        |

## Zeitplan
Das Turnier erstreckte sich über drei Tage.
| Datum      | Ereignis           | Startzeit |
| ---------- | ------------------ | --------- |
| 26. August | Technische Sitzung | 10:30     |
| 26. August | Eröffnungsfeier    | 13:00     |
| 26. August | Runde 1            | 13:30     |
| 26. August | Runde 2            | 15:30     |
| 26. August | Runde 3            | 17:30     |
| 26. August | Runde 4            | 19:30     |
| 27. August | Runde 5            | 13:30     |
| 27. August | Runde 6            | 15:30     |
| 27. August | Runde 7            | 17:30     |
| 27. August | Runde 8            | 19:30     |
| 28. August | Runde 9            | 13:30     |
| 28. August | Runde 10           | 15:30     |
| 28. August | Runde 11           | 17:30     |
| 28. August | Runde 12           | 19:30     |
| 28. August | Abschlussfeier     | 21:00     |

## Ergebnisse
Mit einer Bilanz von zwei Unentschieden und zehn Siegen aus zwölf Partien wurde die erste FIDE-Weltmeisterschaft im Schnellschach vom Team WR Chess gewonnen. Mit insgesamt 22 Matchpunkten ging es als Sieger hervor. Den zweiten Platz belegte das Team Freedom mit 20 Matchpunkten, während das Team MGD1 mit 18 Matchpunkten den dritten Platz belegte. Den vierten Platz belegte das Team Armenia, während das Team Germany and Friends einen fünften Platz erreichte.

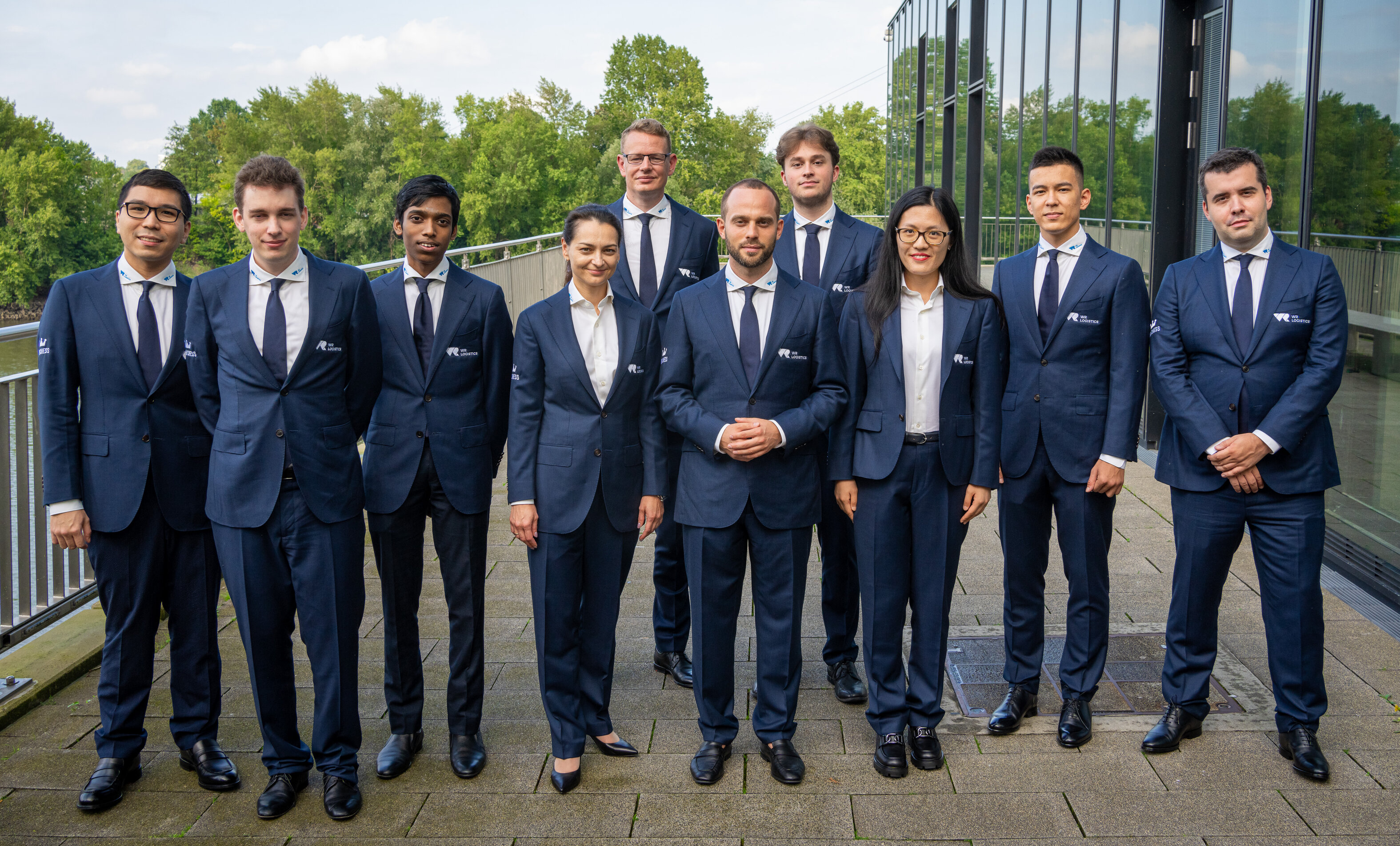
Wesley So, Jan-Krzysztof Duda, R. Praggnanandhaa, Alexandra Kostenjuk, Jan Gustafsson, Wadim Rosenstein, Vincent Keymer, Hou Yifan, Nodirbek Abdusattorov, Jan Nepomnjaschtschi

In der entscheidenden fünften Runde besiegte Team „WR Chess“ das erstplatzierte Team Freedom mit einem hervorragenden Ergebnis von 5:1. Jan-Krzysztof Duda, R. Praggnanandhaa, Hou Yifan und Wadim Rosenstein gewannen ihre Partien, wobei Wesley So und Jan Nepomnjaschtschi ihre Partien gegen Vishy Anand und Daniil Dubow remis hielten.
Die Mannschaft Columbus Energy KingsOfChess Kraków sicherte sich den ersten Platz in der Kategorie unter 2400 Punkten. Außerdem gewann der elfjährige Christian Glöckler aus Hessen den Sonderpreis für die beste Partie eines jungen Spielers.
| Platz | Mannschaft                                | Partien | Match-Punkte | Tiebreak 1 | Tiebreak 2 |
| ----- | ----------------------------------------- | ------- | ------------ | ---------- | ---------- |
| 1     | WR Chess                                  | 12      | 22           | 702        | 51         |
| 2     | Freedom                                   | 12      | 20           | 582,5      | 46,5       |
| 3     | Team MGD1                                 | 12      | 18           | 628,5      | 47,5       |
| 4     | Armenia                                   | 12      | 17           | 544,5      | 44         |
| 5     | Germany and Friends                       | 12      | 15           | 533        | 39,5       |
| 6     | ASV AlphaEchecs Linz                      | 12      | 14           | 549        | 45         |
| 7     | Columbus Energy KingsOfChess Kraków       | 12      | 14           | 482        | 41,5       |
| 8     | Berlin Chess Federation                   | 12      | 14           | 449,5      | 37,5       |
| 9     | Six-pack                                  | 12      | 13           | 497        | 39,5       |
| 10    | Chess Pensioners                          | 12      | 13           | 485,5      | 37,5       |
| 11    | KompetenzakademieAllstars                 | 12      | 13           | 473        | 41         |
| 12    | Chessbrah OFM                             | 12      | 13           | 465,5      | 43         |
| 13    | Ashdod Elit Chess Club                    | 12      | 13           | 448        | 37,5       |
| 14    | FIDE Management Board                     | 12      | 13           | 425        | 38,5       |
| 15    | Düsseldorfer Schachklub 1914/25 e,V,      | 12      | 13           | 414        | 39,5       |
| 16    | Team Chessemy,com                         | 12      | 13           | 356        | 35         |
| 17    | Rishon LeZion Chess Club                  | 12      | 12           | 451        | 40,5       |
| 18    | Schachverein Hemer                        | 12      | 12           | 364        | 34,5       |
| 19    | Doppelbauer Kiel                          | 12      | 12           | 353,5      | 37         |
| 20    | The Sharks                                | 12      | 12           | 353        | 36         |
| 21    | Kenya Commercial Bank Chess Club          | 12      | 12           | 284        | 37         |
| 22    | Chess Wizzards                            | 12      | 12           | 268        | 37         |
| 23    | Mitropa Chess Association                 | 12      | 12           | 249,5      | 36,5       |
| 24    | Blerickse Schaakvereniging                | 12      | 12           | 230,5      | 35         |
| 25    | Deutsche Schachjugend 1                   | 12      | 11           | 336,5      | 31         |
| 26    | Ukrainian Amators                         | 12      | 11           | 302,5      | 29,5       |
| 27    | Wensing & Pöbel                           | 12      | 11           | 286        | 31         |
| 28    | Aachener Schachverein von 1856            | 12      | 11           | 274        | 33,5       |
| 29    | PhileKhoob Chess Club                     | 12      | 11           | 257,5      | 36         |
| 30    | Africa                                    | 12      | 10           | 338,5      | 33,5       |
| 31    | Heilbronn Hustlers                        | 12      | 10           | 289,5      | 33,5       |
| 32    | École Polytechnique Française de Lausanne | 12      | 8            | 244        | 34         |
| 33    | Neustadt Weinstraße                       | 12      | 6            | 190        | 27,5       |
| 34    | MagdeBurg and Friends                     | 12      | 6            | 141,5      | 22         |
| 35    | Deutsche Schachjugend 2                   | 12      | 2            | 58         | 10         |
| 36    | Unischach Bayreuth                        | 12      | 1            | 148,5      | 17         |